# Грабів (Рівненський район)
Гра́бів —  село в Зорянській сільській громаді Рівненського району Рівненської області України. Населення становить 1157 осіб.

## Історія села
Походження назви

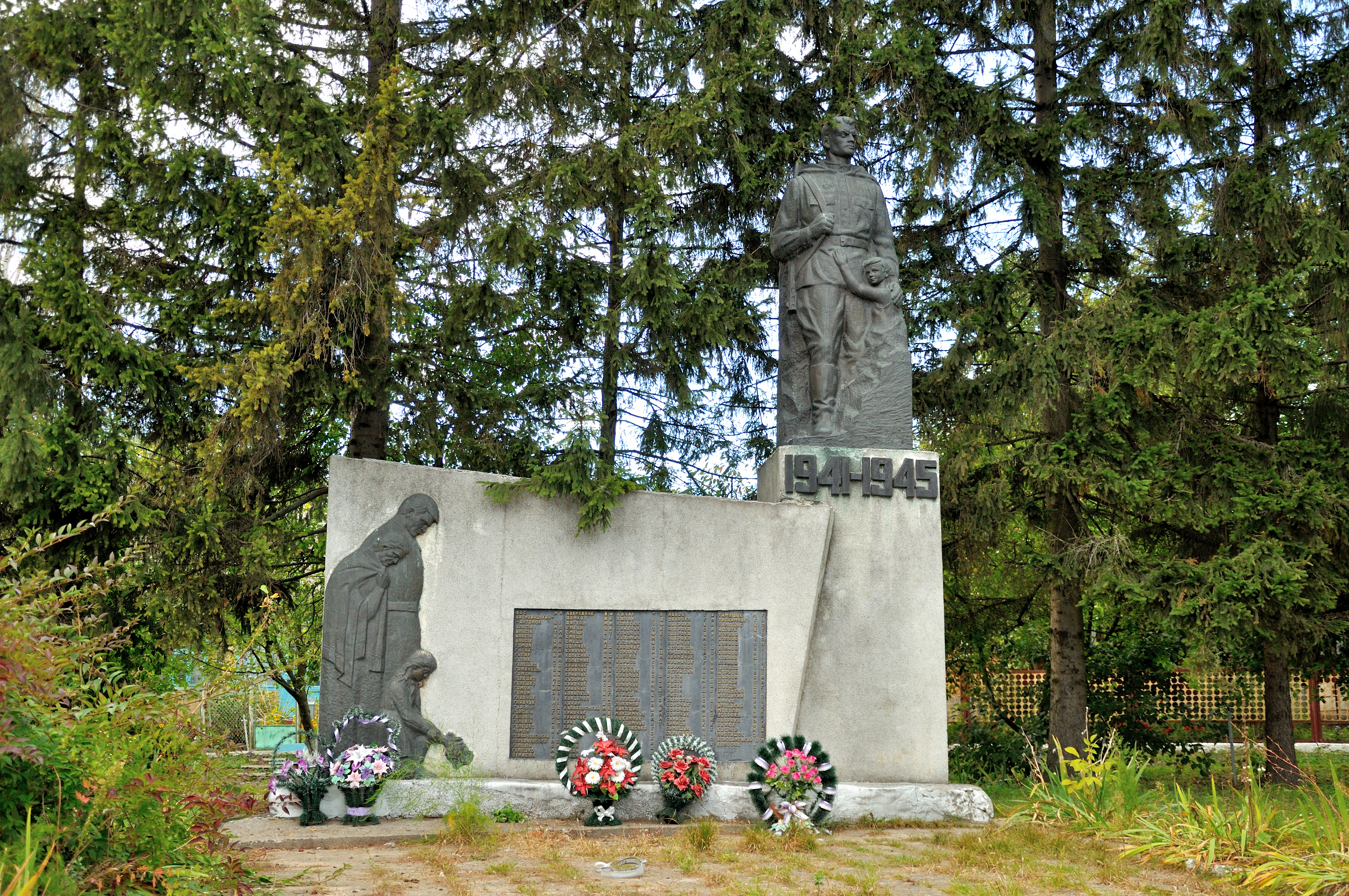
Пам’ятник воїнам- односельчанам, с. Грабів,.jpg

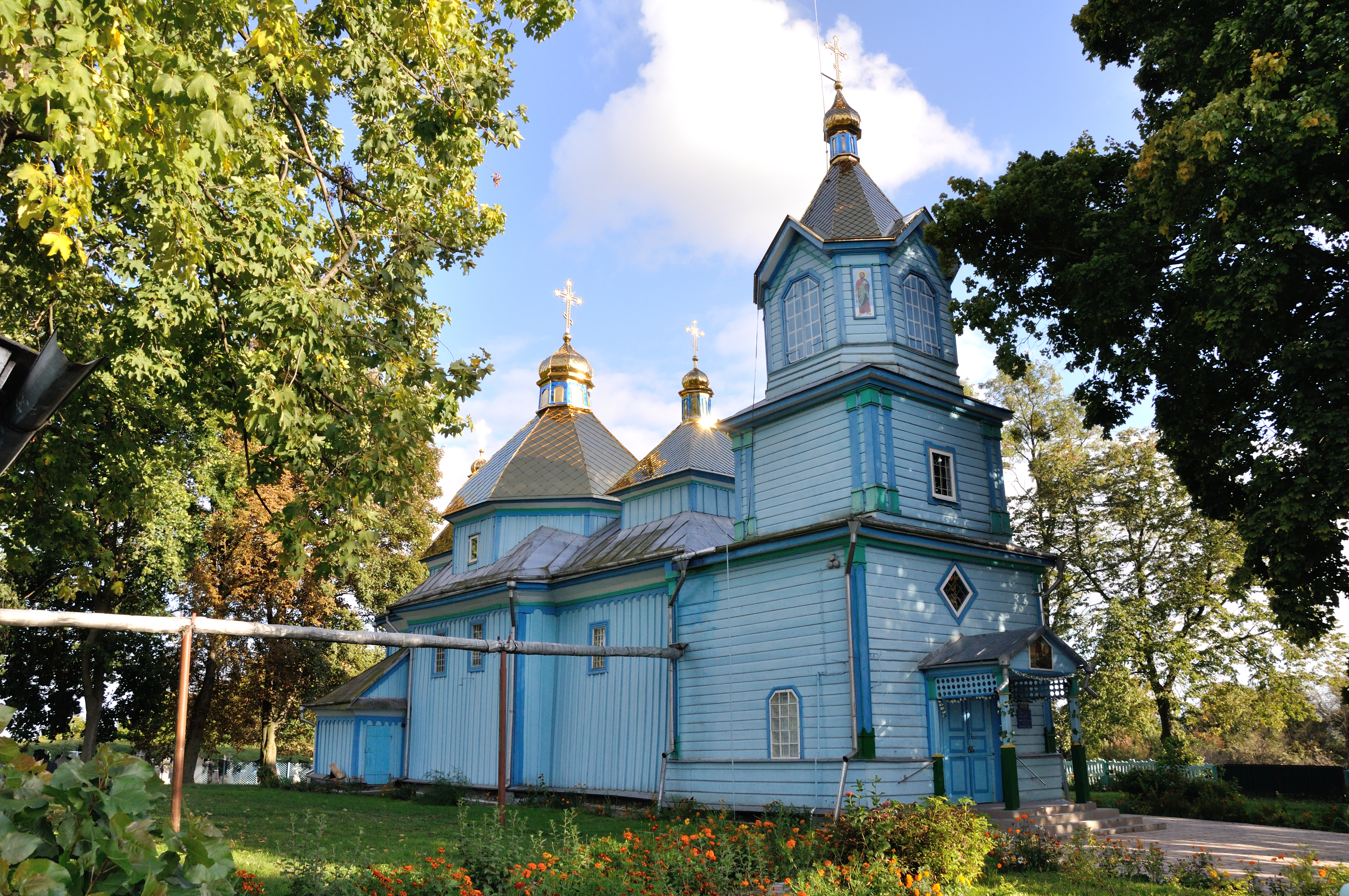
Церква Св.Георгіївська (дер.), с.Грабів, 2.jpg

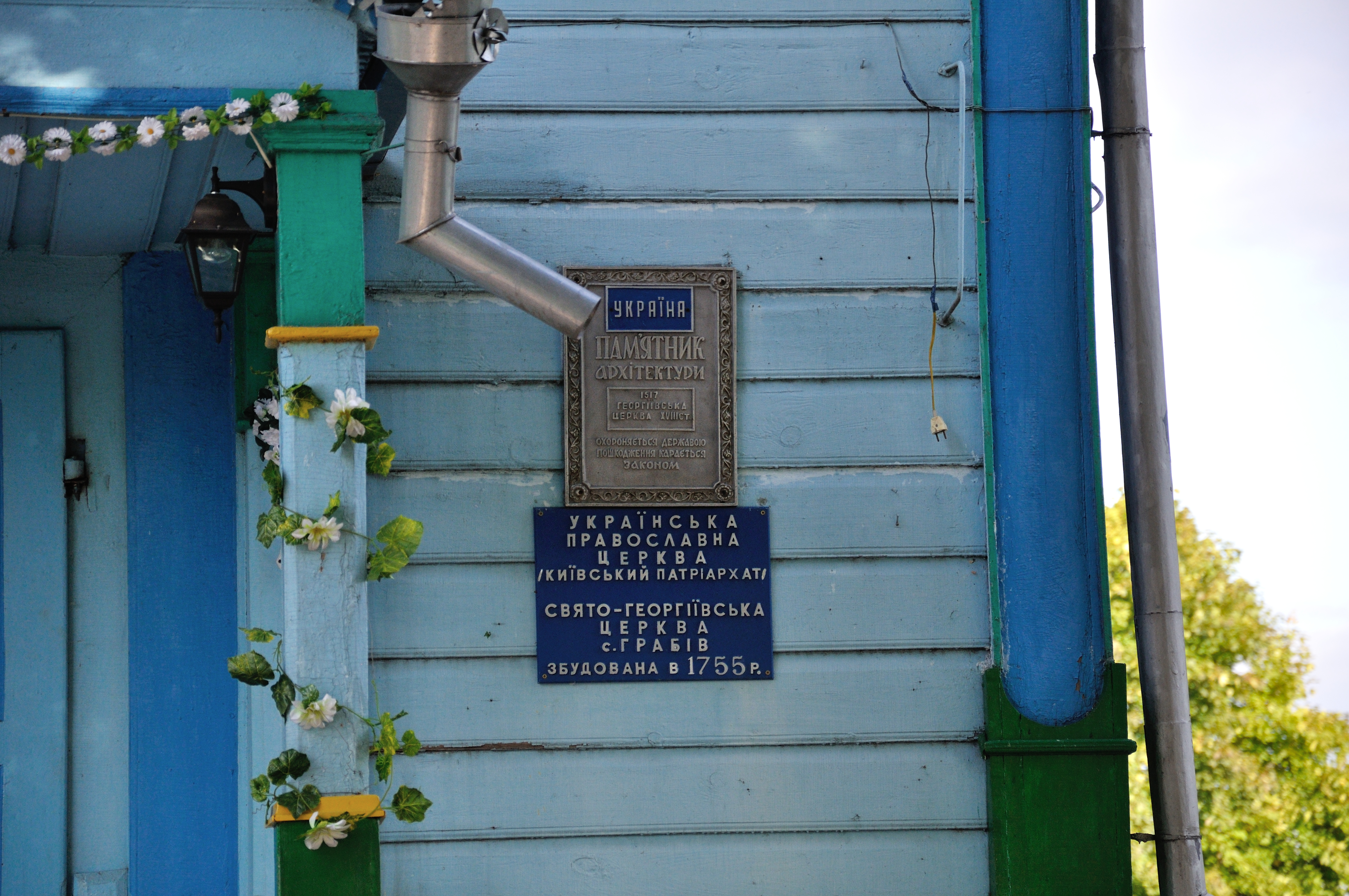
Церква Св.Георгіївська (дер.), с.Грабів, 1.jpg

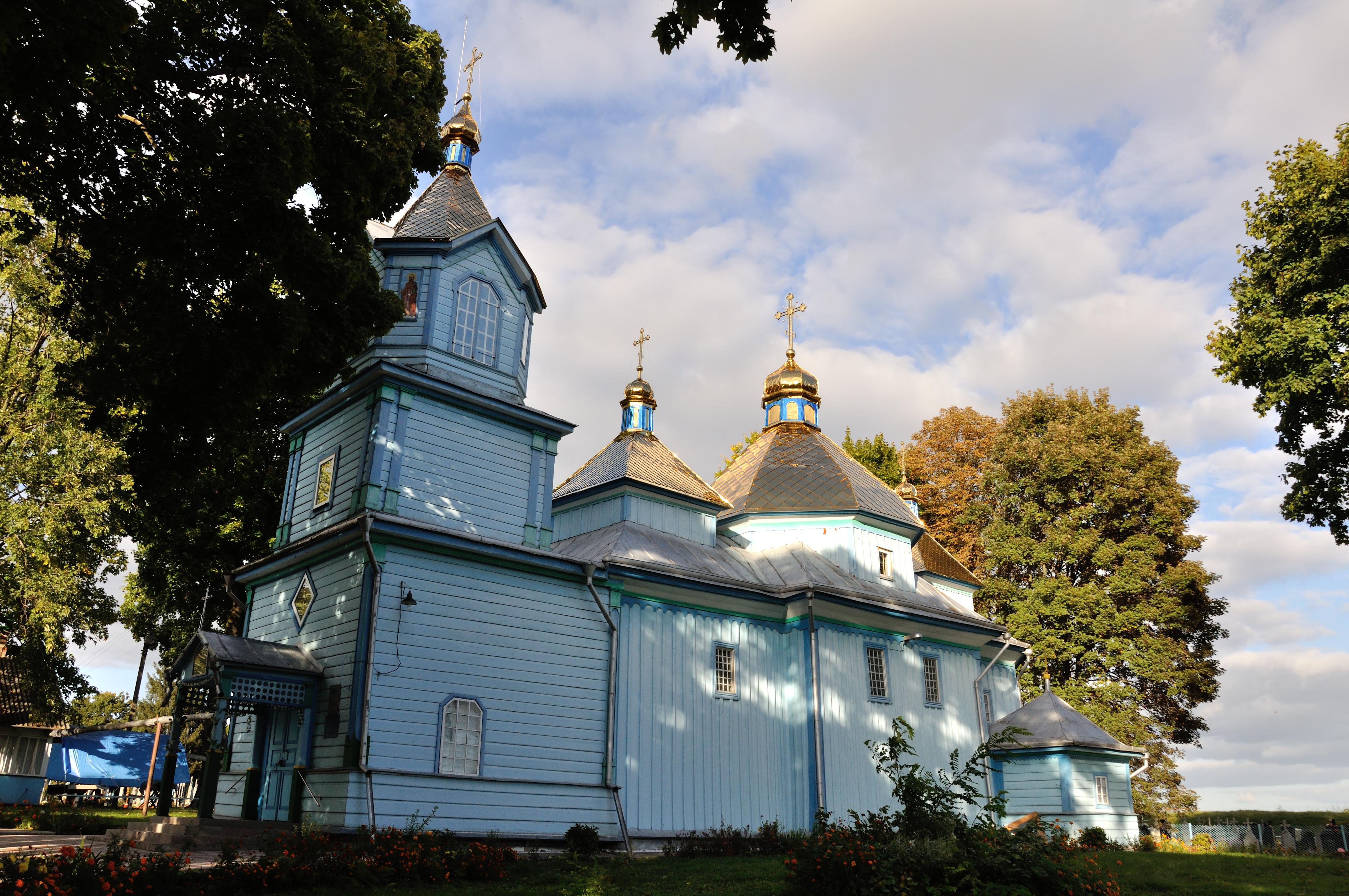
Церква Св.Георгіївська (дер.), с.Грабів, 3.jpg

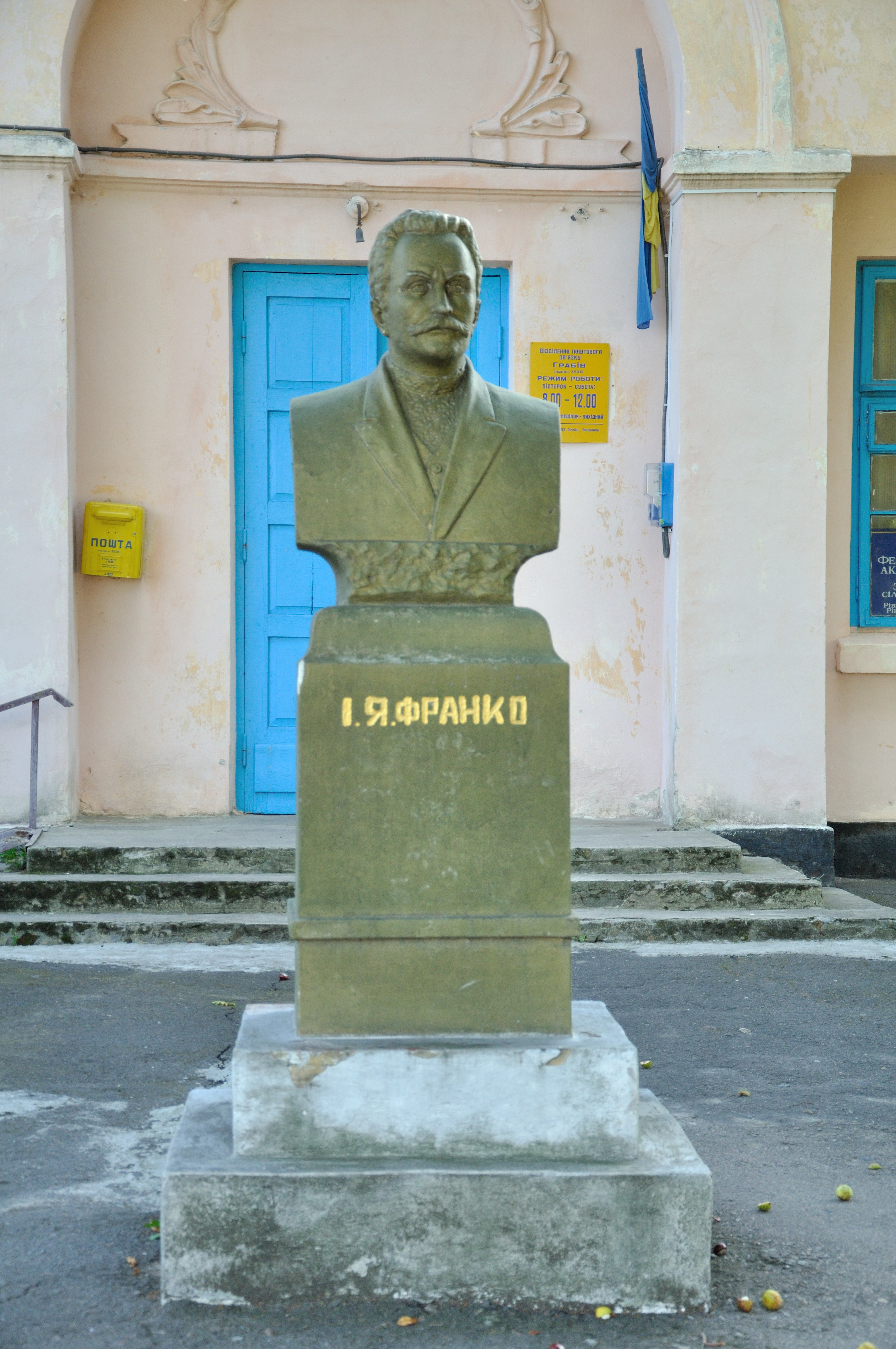
Пам'ятник письменнику І.Я.Франку, с. Грабів,.jpg

Назва Грабів швидше за все походить від імені (прізвища, прізвиська) Граб, засвідченого в 1467 р. «Васілій Граб, крестьянин с Воронежа». Прізвище Граб могло розвинутись з імен типу Грабислав, Грабимир, де «граб(и)» - «здобувати», «завойовувати». Можливо тут зв’язок з «грабати» - недбало копати землю, гребти, розгрібати; та з деревом «граб». Порівняйте особову назву Грабів, польські Grab XVI ст., grab «граб», grabac «гребти», Грабислав, Грабимир, де граби - староруське «грабити», «хапати»,  «брати», «завойовувати», «гребти».
Українське граб «порода дерева», яких на території села було багато, граб (говіркове) - «людина твердого характеру». Народне твердження звідки пішла назва села - від того, що в околиці села росли столітні граби. Порівняйте населений пункт Грабів Івано-Франківської, Полтавської, Чернігівської обл., Grabow, Grabowа (Польща), особова назва Grab, Грабовка (Білорусь).
Розповідають, що тут, де Грабів, давно залягав пишний грабовий ліс, до якого крадькома підпливали навколишні майстри дерев’яного посуду, щоб запастися сировиною. Панські дозорці не раз їх ловили, карали, але крадіжки не стихали. Тому поговорювали «а Грабів як грабили, так і грабують». За цією поговіркою ліс стали називати «Грабунок», а село - «Грабове».
Як змінювалась назва села протягом історії:  «Въ … Грабово» (Село Пересопницького монастиря) 1545 р., Grabow 1603 p., Grabow 1772 p., Грабовъ (Грабово) 1882 р., с. Грабовъ при р. Устя 1890 р., Grabow 1927 р., Грабів (63, 45) при залізничній дорозі неподалік р. Усті 1946 р., с. Грабів Рівненського р-ну 1962 р. 
Грабівський вал
Поселення існує найпізніше з часів Київської Русі. На північній околиці села (урочище Вал) є давньоруське городище ХІ – ХІІ ст. Воно займає окрему гору. Її висота від підошви досягає 18 м. Форма городища неправильно-округла, повторює конфігурацію гори. Східна частина гори, його древній дитинець, розміром 120 х 50 м. відокремлено від решти території (посаду) ровом, глибина якого досягає 20 м. По периметру городище обнесено сильно опливчастим валом висотою від 0,7 до 1,1 м. Окружність по верхньому гребеню дорівнює ~ 1,160 м., а древнього дитинця ~ 340 м. Площа ~ 2,983 га. На території посаду залягає шурф 2 х 2 м. На глибині 1,6 - 1,7 м. залягає культурний шар товщиною 0,2 - 1,5 м., в якому зустрічаються фрагменти кераміки ХІ - ХІІ ст. Грабівське городище було відкрите в кін. ХІХ ст. і описане в 1901 р. В. Б. Антоновичем. На схід від нього знаходиться курганний могильник із шести курганів. В 1898 р. його досліджував місцевий краєзнавець барон Ф. Штейнгель. У трьох курганах були відкриті поховання ХІІ ст. В наш час зберігся лише один курган, висота якого досягає 1,3 м., а діаметр - 11 м. В 1977 р. городище і могильник були досліджені археологічною експедицією Ровенського краєзнавчого музею під керівництвом Ю. М. Нікольченка, заступника директора. Матеріали, знайдені тут, знаходяться в фондах краєзнавчого музею.
Литовсько-польська доба
Перша письмова згадка про село – 1545 р. У акті опису Луцького замку сказано, що що Пересопницькому Пречистенському монастирю, яким володіли князі Чарторийські,  належить і «Грабово», в якому 100 чоловік і з них податок: колода меду і 100 кіп грошей (Памятники т. 4 від 2 ст. 188).
За актом 1577 р. с. Грабів при Білівському ключі, власність Януша Чарторийського,  18 димів (дворищ), до повинностей додаються податки на звірині та рибні лови.
У 1623 р. повітовий возний оформив скаргу на грабівців за самостійне «высекание» дороги через ліс Грабок.
Під час Визвольної війни 1648 - 57 рр. «грабовские крестьяне» допомагали повстанським загонам нападати на фільварки. Тоді ж у Грабові на річковій переправі затримали озброєного дозорця замку. Швидше за все, село було покаране, оскільки у 1648 р. власник Миколай Чарторийський платив за 84 дими, а у 1655 р. – лише за 11 димів. Тобто жителі або були знищені, або переселились.
У 1755 р. на кошти прихожан на Валу побудована церква в ім’я Великомученика Георгія Переможця.
За картою 1772 р. «Грабово» представлене як присілок с. Оржів.
«Довге» ХІХ ст.
Після польського повстання 1830 - 1831 рр. царський уряд конфісковував маєтки активних учасників, тож приєднав «имение Грабов» до казни. Жителі стали «державними селянами», перестали відбувати панщину.
У 1857 р. недалеко від села пройшло шосе Київ – Брест (теперішня траса Рівне - Луцьк). 1873 року прокладено залізницю Здолбунів – Ковель.
Згідно даних 1889 р. с. Грабів при р. Усті волості Клеванської нараховувало 60 дворів, 510 мешканців.
Значний вплив на село мала Столипінська реформа (1906 – 11 рр.). У ході реформи багато жителів розселились на хутори.
У 1907 р. у селі відкрито початкову школу із квартирою для вчителя.
За переписом 1911 р. Грабів мав 616 жителів, водяний млин, кредитне товариство, випозичальня сільськогосподарських машин.
Події ХХ ст.
Перша світова війна (1914 – 18 рр.) не могла не зачепити село. Особливо у період 1915 – 16 рр., коли фронт проходив у районі с. Деражне, а це означає, що Грабів був прифронтовим  поселенням.
У добу Визвольних змагань (1917 – 21 рр.) після нетривалого існування Української держави в 1920 р. над краєм встановилась влада Польщі.
Польська влада не провела аграрної реформи, здійснювала політику асиміляції та колонізації «східних кресів». За розповідями старожилів (Хвищук Яків, Бобровник Анатолій) вчителя-українця, офіцера армії УНР Цехміструка Петра замінили на етнічного поляка.
Малоземелля, бідність, національні та релігійні утиски спричинили популярність антипольських настроїв: комуністичних та націоналістичних. У 1931 р. у селі організовують осередок Комуністичної партії  Західної України, що маскувалась під назвою «Сельроб-Єдність». Очолював організацію житель села Бас Марко Прокопович. Активними членами організації були Кривчук Андрій Климович, іменем якого названа вулиця села та Кривчук Степан Якович, Г. Одерака. На місці теперішньої вул. Шкільної в 1930-х рр. у великій солом’яній скирді члени КПЗУ зробили чимале приміщення, де читали заборонену літературу. 1932 р. - в с. Грабів і Клевань польською поліцією арештовано 22 чоловіка за організацію демонстрації. 1 травня 1935 р. - на Пасху під час всенощної служби члени КПЗУ жителі с. Грабів вивісили червоні прапори на хресті дзвіниці та двох березах біля входу на церковне подвір’я. КПЗУ не підтримала ідеї колективізації, засудила репресії та Голодомор. Тому за наказом Сталіна у 1938 р. була розігнана, її лідери репресовані.
Націоналістичний рух «очолила» родина Робітницьких із хутора Адамкова. Володимир Робітницький був героєм національної боротьби, членом Української військової організації та одним із провідників Організації українських націоналістів організатором перших осередків ОУН на Рівненщині, окружним провідником ОУН . Він прожив лише 28 років. З розповідей рідних загинув у Львові від рук польської агентури. У Грабові Робітницькі заснували осередок «Пласту», також існував гурток польських «Гарцежів»
У роки Другої світової війни (1939 – 45 рр.) тільки до Червоної армії мобілізовано 187 грабівців. Багато жителів загинуло. На їх спомин встановлено два пам’ятники – у 1960-х рр.  хрест на кладовищі та у 1972 р. типовий пам’ятник радянських часів. На початку війни у вересні 1939 р. біля Грабова на залізниці утворився затор із потягів, їх бомбили німецькі літаки, вибухала амуніція.
З приходом «других совітів» розгортається політика радянізації: репресії, депортації, колективізація. У 1951 р. в Грабові організовано колгосп ім. Сталіна. Тоді ж побудовано ферму. Головою колгоспу був Продайко (?), головою сільради – Бас М. П. Після початку десталінізації у 1954 р. колгосп перейменовано на ім. І. Я. Франка. У 1957 р. було розпущено машино-тракторну станцію.  Хрущовська політика укрупнення мала наслідком приєднання колгоспу ім. Франка до колгоспу «Зоря комунізму» в 1958 р. Колгоспне керівництво на чолі з В. Плютинським практично примусово переселяло людей із хуторів до центральних садиб Грабова та Зорі. Зносились навколишні хутори Ваканці, Кобилище, Дубова Долина, Воля, Звіринець, Підлісом, Перекалля, Адамків.  Багато сімей змушені були покидати свої домівки і землі та переїжджати. Але варто згадати, що колгосп «Зоря комунізму» надавав кожному, хто переселявся  з хуторів, грошову допомогу а також допомогу будівельними матеріалами. За рахунок колгоспу були побудовані асфальтовані дороги, водопровід, з 1961 р. село під’єднано до електромережі, з 1978 р. проведений природний газ.
У 1965 р. збудовано сільський клуб із бібліотекою.
У 1974 р. почала роботу електропідстанція «Грабів».
У 1998 р. побудовано церкву Почаївської ікони Богоматері.
У 1999 р. відкрито залізничну зупинку «Грабів».
11 липня 2010 р. оздоблено і освячено джерело біля ставка.
Церква св. Георгія Переможця
Церква в ім’я Великомученика Георгія Переможця  побудована у 1755 р. на кошти прихожан, скоріше за все недалеко від попереднього храму.  Дерев’яна, на кам’яному фундаменті, міцна. В 1869 і 1870 рр. капітально відремонтована, покрита бляхою і пофарбована зовні, а у 1874 р. пофарбована всередині. При ній дерев’яна, крита бляхою дзвіниця, відремонтована у 1876 р. Копії метричних книг і сповідників зберігаються з 1820 р. (на теперішній час втрачені).
На 1889 р. землі: садиба з городом 2 десятини 2, 302 сажні, орної 28 десятин 1,792 сажні, сінокосу 4 десятини 1,862 сажні. Під церковним погостом 750 сажнів, неугідь 1 десятина 282 сажні. Разом 37 десятин 2,178 сажні. Із цієї кількості землі 12 десятин 1,457 сажні в користуванні псаломщика, а решта у священика. На цю землю був план, а також проект від 25 травня 1845 р.
На 1889 р. причет 1 священик 300 крб. і псаломщик 50 крб. Для священика будинок і господарські приміщення придбані прихожанами купівлею від бувшого протоієрея Стахія Княжинського; господарські споруди, крім нової клуні, вже зовсім старі і є загроза руйнації; для псаломщика хата і інші будівлі дуже старі. Дворів 60 прихожан 510 (1889 р.) (З них 20 римокатоликів. Священик Василь Васильович Савицький на службі з 1876 р. а псаломщик Філіп Федорович Волошкевич з 1845 р. - в оригіналі закреслено)
1933 р. - було освячене нове громадське кладовище, відгороджене від старого земляним насипом.
21 грудня  1993 р. із Свято-Георгіївської церкви викрадено ікону Казанської Божої матері та інше майно.
12 березня 1994 р. більшістю голосів церковної громади було проголосовано про перехід до УПЦ КП
В 1999 р. було розпочато будівництво будинка для священика на території церковного валу. При вийманні грунту під підвал на глибині 0,7 - 1,1 м було виявлено людські скелети. Як вияснилось, це поховання близько 150-річної давності (імовірно 1852 р., коли на території Польщі була епідемія холери). В могилах не виявлено скла, кераміки - нічого крім трухлого дерева, яке було домовиною. Деякі могили мали лише дерев’яну кришку, що було видно в розрізі грунту. В інших знайдено деревне вугілля, яке свідчить, що тіла кидали у багаття, розпалене в могилі.
Методом біолокації було проведено дослідження ділянки, виділеної під будівництво, і виявлено, що це кладовище, про яке сьогодні ніхто не знає. Розміри кладовища ~ 0,07 га. При дослідженні інших вільних ділянок, які знаходяться під городами і сінокосами, поховань не виявлено.
Також дослідження показали фундаменти якихось будівель біля водопровідної колонки та з правої сторони церкви за парканом. Вірогідно, що поруч храму була інша давня церква.
5 січня 2005 року встановлено дзвони: 101 кг, 65 кг, 28 кг, 11 кг, 10 кг.
Пам’ятники с. Грабів
Пам’ятник воїнам-односельцям, які загинули у Великій Вітчизняній війні. Знаходиться на вул. Чорновола. Автори пам’ятника - скульптори Козлішин М. П. та Пилипчук В. Ф. Споруджено у 1970 р. відкрито 9 травня на честь 25-річчя Перемоги над Німеччиною. На фронті загинув 161 житель села.
Символічний пам’ятник (хрест) односельцям, які загинули у Великій Вітчизняній війні споруджений у  1947 р. на кладовищі.
Пам’ятник І. Я. Франку на вул. Франка споруджено у 1958 р. Автор пам’ятника Козлішин М. П. Виготовлено Львівською експериментальною фабрикою.
Пам’ятник членам КПЗУ біля клуба - у вигляді великого каменя з червоного граніту із меморіальною дошкою (втрачена). Споруджений у 1990 р.
Пам’ятник діячу ОУН В. Роботніцькому на честь його столітнього ювілею. На стелі з базальту викарбувані слова: « Тут , на хуторі Адамів, 7 вересня 1912 року народився видатний український політичний діяч, організатор перших осередків ОУН на Рівненщині, окружний провідник ОУН Володимир Робітницький. Встановлено Українським козацтвом «Волинська січ».
Урочища с. Грабів
Адамків - за першим поселенцем Адамком, у західній частині села
Воля - «земля, звільнена на певний час від податків», територія за річкою Устя
Ваканці - поселення на місце «вакантних», пустуючих земель;
Грабок (Горби) – невеликий ліс, що починається від 1-го ставка і тягнеться на захід
Звіринець - «осада неподалік лісового звіринця»;
Кутки-Середні - «центральна дільниця»;
Верх – частина села на південь від ставків, куди в основному заселялися люди з хуторів;
Пиндики - «тут першим поселився Пиндик»;
Вир - «висота, що обривається перед долиною, де вирувала вода»;
Жувалки - «випас, де корови нібито жували траву»;
Церковний вал - «підсипане верхів’я, на якому стоїть церква»;
поля - Гаманове, Купер’янове, Чудове - за прізвищами, іменами власників; Велике (Мале) поле - за величиною наділів; луги, пасовиська: Вдовина - «велика долина в околиці хати вдови», Розлога - «долина між горбами», Вигін, Оржівщина - «у напрямку села Оржів».
Глушиця - лугова низина за бувшим у. Воля. Там у лихоліття грабівці ховалися від ворогів разом зі своєю худобою.
Кривава - північна окраїна у. Воля. Старі люди розповідали, що там було якесь побоїще
Дубняк - острівець лісу зі східної сторони у. Воля. Там росли лікарські рослини, такі як горицвіт та інші. У 1970-х рр. знищений меліоративниками.
Чорториї - глибокі рови, покриті лісом неподалік електропідстанції 330 кВ «Грабів». Площа ровів 3 гектари.
Піддубич - крутосхил, покритий лісом, в якому переважають липи і дуби. В Піддубичі знаходиться курган, висота якого - 2 м, окружність у підніжжі - 60 м, окружність верха - 28 м. обсаджений чотирма липами і одним дубом (окружність дуба на висоті 1 м - 153 см). На південь ~ 100 м знаходиться інший курган, висотою ~ 0,5 м, окружність в підошві - 25 м.
Віянка - як продовження крутосхилу Піддубича. В далекому минулому це земельний наріз «Ємцувське неугіддя». Крутосхил покритий чагарником. Ці два урочища знаходяться на південно-східному кінці села вздовж залізниці Рівне - Клевань.
Хвийник - «Дягелювське неугіддя» - в минулому земельний наріз. У Хвийнику здавна росли сосни.
Яр - невелика долина, де випасають худобу. Яр частково покритий чагарником.
Балдина гора - знаходиться вздовж струмка майже в центрі села. На цій горі ростуть такі лікарські рослини, як гадючник, материнка, чебрець та ін. У ХІХ ст. поміщик Балдін наказав прокопати похилу  дорогу через гору, щоб зручно було возити снопи з поля через струмок. Дорога спостерігається до обійстя Павла Медведчука (Шипіля). Де живуть Трохимчуки, там, де була кузня, був панський фільварок. Балдина гора вже зруйнована бульдозером, але я її пам’ятаю цілою (Ємець Петро 2016 р.)
Піскова гора - знаходиться на 70 м на південь від Балдиної гори. Це невеликий крутосхил, в підніжжі якого беруть пісок. На Пісковій горі ростуть лікарські рослини, такі як гадючник, зубрівка, материнка, чебрець та інші.
Божа гора - глиняна гора, колишнє улюблене місце хутірської дітвори взимку, коли катались на санях. Гора знаходиться біля обійстя Новака Петра Миколайовича. В 1972 р. цю гору використали для насипу дороги, що проходить поруч.
Джерело - «вода з-під дуба». Старі люди як хворіли, то просили принести цієї води і їм ставало легше. Можливо біля цього джерела колись і були дуби, але зараз там росте кілька грабових дерев. Коли був створений колгосп, то в перші часи з нього подавали воду на ферму. З джерела утворюється струмок, який через ставки прямує в річку Устю. Довжина струмка 2390 м
Заяча шия - колишній хутір, а тепер урочище і землі агрофірми «Зоря»
Заверб’я - територія від залізничного переїзду до р. Усті
Колишні назви частин села
Помирання - (вул. Шкільна) ця частина села колись була густо забудована і в один із давніх днів, коли всі були в полі у жнива, згоріла
Хутора - це колишні перші столипінські наділи землі в районі клубу і електропідстанції (на цих хуторах був вітряний млин, яким володіли Ємці).
Село - район вулиці Франка і прилеглих до неї. З часів Столипіна «село» було густо забудоване, на відміну від «хуторів»
Озірці - крайня західна земля, що належала до Грабова. Зараз територія консервного заводу агрофірми «Зоря». До цього часу збереглося кілька хат.
Глинище - частина церковного валу, що руйнується, і прилегла до валу вулиця.
Городище - поселення в минулому і тепер зі східного боку валу в його підніжжі.

## Населення

### Мова
Розподіл населення за рідною мовою за даними перепису 2001 року:
| Мова            | Кількість | Відсоток |
| --------------- | --------- | -------- |
| українська      | 1306      | 99.39%   |
| російська       | 5         | 0.38%    |
| білоруська      | 1         | 0.08%    |
| інші/не вказали | 2         | 0.15%    |
| Усього          | 1314      | 100%     |

## Ветерани Другої Світової війни
Бобровник Петро Федорович - народився 18.10.1927року в селі Грабів. Був мобілізований до лав Радянської Армії весною 1944 року (у 16,5 років) Воював на Прибалтійському фронті кулеметником. У кінці 1944 року був тяжко поранений, за що нагороджений орденом Слави ІІ ступеня. Перемогу зустрічав у госпіталі. Додому повернувся інвалідом ІІ групи. Тяжкі поранення голови, контузія, паралізована ліва рука не давали забути про війну ні на один день, але молодість переборола всю біль і велика жага до повноцінного життя зробила з нього справжнього чоловіка. У 1950 році одружився з односельчанкою Олімпіадою, народили трьох дітей. Все життя працював, був дуже активний у суспільному житті.Був щирим патріотом України, мав вольовий характер, мав загострене почуття справедливості. Помер 27 жовтня
1994 року у віці 67 років.

## Бібліотека
Грабівська ПШБ входить в Рівненську районну централізовану систему публічно – шкільних бібліотек. В бібліотеці практикується загальний абонемент, так як працює один працівник, бібліотекар Коваль Світлана Михайлівна, і виконує усі функції по роботі з користувачами. Створена була бібліотека у 1972 році. Фонд бібліотеки складає близько 6 000 примірників книг та 6 назв періодичних видань. Читачами бібліотеки є як діти, від дошкільнят до учнів 11 класів, так і дорослі. Обслуговує бібліотека 515 користувачів.
Основним напрямком роботи бібліотеки є обслуговування користувачів, задоволення їх усних та письмових запитів. Ведеться масова робота з дітьми початкових класів, оскільки в с. Грабів знаходиться початкова школа, з користувачами старшого шкільного віку, молоддю.